# 越谷市立出羽小学校
越谷市立出羽小学校（こしがやしりつ でわしょうがっこう）は、埼玉県越谷市谷中町にある公立小学校。

## 沿革
- 1873年 - 四丁野迎摂院に創立
- 1881年6月 - 越巻学校を育幼学校に合併して育幼学校に改称
- 1886年6月 - 育幼学校と啓明学校を合併して四丁野学校に改称
- 1889年 - 出羽尋常小学校に改称
- 1954年11月3日 - 越谷町立出羽小学校に改称
- 1958年11月6日 - 越谷市立出羽小学校に改称
- 1968年3月26日 - 校旗制定
- 1970年9月28日 - 校歌制定
- 1975年4月 - 越谷市立大間野小学校を分離
- 1976年4月 - 越谷市立宮本小学校を分離[1]

## 教育目標
- やさしく
- つよく
- かしこく[2]

## 通学区域
- 赤山町三丁目 - 全域
- 七左町四丁目 - 全域
- 七左町五丁目 - 全域
- 七左町六丁目 - 全域
- 七左町七丁目 - 全域
- 七左町八丁目 - 全域
- 新川町一丁目 - 全域
- 新川町二丁目 - 全域
- 神明町一丁目 - 一部
- 神明町二丁目 - 一部
- 神明町三丁目 - 全域
- 宮本町四丁目 - 全域
- 谷中町一丁目 - 全域
- 谷中町二丁目 - 全域
- 谷中町三丁目 - 全域
- 谷中町四丁目 - 全域[3]

## 卒業生
- 小谷野敦 - 評論家
- 菊地光将 - サッカー選手